# آزمون زایدل
آزمون زایدل (انگلیسی: Seidel test) آزمونی است که در چشم‌پزشکی برای ارزیابی وجود نشت زلالیه از اتاقک قدامی چشم استفاده می‌شود. نشت ممکن است به دلیل بسیاری از اختلالات قرنیه یا صلبیه رخ دهد، از جمله قرنیه پس از ضربه، نشت پس از جراحی، سوراخ شدن قرنیه و دژنراسیون قرنیه. در ابتدا این آزمایش برای تشخیص نشت زلالیه در بیماران پس از عمل جراحی مورد استفاده قرار می‌گرفت، سپس برای شناسایی علل دیگر یا نشت اتاق قدامی هم گسترش یافت.
این نشانه نام خود را از چشم‌پزشک آلمانی اریش زایدل می گرد که در سال ۱۹۲۱ آن را توصیف کرد.